# 行くぞ!30日間世界一周
行くぞ!30日間世界一周（いくぞ さんじゅうにちかんせかいいっしゅう）は、旅チャンネルで放送された紀行番組。

## 概要
イラストレーターの水谷さるころが、ワンワールドの世界一周航空券を使って30日で世界一周旅行をするという旅番組で、2008年6月から9月まで放送。番組が好評だったことから、第2シーズンとなる『行くぞ!30日間世界一周 2周目!』が、2009年7月から10月まで放送された。地上波では、TVQ九州放送で2009年10月8日から12月24日まで第1シーズンが放送され、2013年4月7日から第2シーズンが放送される。
番組中に「旅番組らしくしよう」という発言が飛び出すなど、およそ通常の旅番組のフォーマットからは外れたドキュメントバラエティとしての側面が強い内容となっている。
旅行に同行した野田真外（ディレクター）と山本朋寛（制作プロデューサー）も頻繁に画面に露出。番組内では“ぼんくら三人組”と呼ばれ、『2周目』にいたっては完全な出演者扱いとなっている。
番組のサブタイトルや予告ナレーションが、宇宙戦艦ヤマトやウルトラセブン、装甲騎兵ボトムズ、太陽の牙ダグラムなどのアニメ・特撮作品のパロディとなっている事も特徴である。
イーストプレスより書籍化され、2009年9月にはDVDも発売。また2009年4月には東京カルチャーカルチャーにて、出演者（さるころ・野田・山本）によるトークイベント『30日間世界一周ナイト』が行われた。

## サブタイトル
行くぞ!30日間世界一周
1. 出発編「さるころ発進!世界一周への挑戦!!」
2. 台湾編「占い一発!! さるころ台湾で始動!!」
3. インド編「脅威の世界!! ガンジスを越えたさるころ」
4. ドイツ編「決死のさるころ!! ドイツ鉄道攻略せよ」
5. フランス編「必死の営業!! おフランスのさるころ」
6. ヨーロッパ移動編「急げさるころ!! フェリーは着いている!!」
7. イギリス編「草原に眠る古代遺跡ストーンヘンジ!」
8. エジプト編「ユーラシア大陸脱出!! ラクダを呼ぶさるころ!!」
9. メキシコ編「決断!! カンクン青い海突入!!」
10. アメリカ編「遂に来た!! グランドキャニオン割と寒し!!」
11. イースター島編「浮かぶイースター島!! たった三人の珍道中!!」
12. チリ・シドニー編「ノダD沈没!! 運命のチリワイン攻略戦!!」
13. エアーズロック・帰国編「日本よ!!さるころは帰ってきた!! 」

行くぞ!30日間世界一周 2周目!
1. 「香港/二周目の挑戦者」
2. 「マレーシア/ぼんくら三人組北へ」
3. 「タイ/狙われた象」
4. 「ヨルダン/湖のひみつ」
5. 「オランダ/風車を探せ」
6. 「スイス/アルプスGO!GO!GO!」
7. 「イタリア/水上からの挑戦」
8. 「スペイン/ガウディ建築を追え」
9. 「マチュピチュ/天空都市」
10. 「チチカカ湖/標高4000mの対決」
11. 「ボリビア/ソルト・ゾーン」
12. 「オランダ領アンティル/セントマーチンより愛をこめて」
13. 「ニューヨーク/栄光は誰れのために」

## スタッフ
- 出演・イラスト・タイトルデザイン : 水谷さるころ
- 撮影・編集・ディレクター : 野田真外（Granaten）
- 用心棒・制作プロデューサー : 山本朋寛
- 構成 : 齋藤貴義
- ナレーション : 吉沢希梨
- 機材協力 : ソニーマーケティング株式会社（使用機材 HDR-SR11）
- スーツケース協力 : サムソナイト・ジャパン
- OPアニメーション・CG : トランジスタ スタジオ
- オープニング : 『Hey!TAXI』（世界一周ver.）（作詞/林漁太 作曲/ミックスナッツハウス 唄/ミックスナッツハウス）
- エンディング : 『変なフライト』（作詞/林漁太 作曲/林漁太 唄/Salta AL）
- プロデューサー : 櫻井義久（JIC）
- 制作協力 : GRANATEN
- 製作・著作 : 旅チャンネル/JIC

　※ スーツケース協力、オープニング、エンディングは『2周目』のみ

## 書籍
- 30日間世界一周! 第1巻 （2009年4月2日、イーストプレス、ISBN 4781601146）
- 30日間世界一周! 第2巻 （2010年1月22日、イーストプレス、ISBN 4781603092）
- 30日間世界一周! 第3巻 （2010年7月30日、イーストプレス、ISBN 4781604374）
- 35日間世界一周!! Part1 アジア編 （2011年11月17日、イーストプレス、ISBN 4781607055）
- 35日間世界一周!! Part2 ヨーロッパ鉄道編（2012年6月15日、イーストプレス、ISBN 4781607942）
- 35日間世界一周!! Part3 南欧南米・世界遺産編（2013年3月7日、イーストプレス、ISBN 4781609023）
- 35日間世界一周!! Part4 南米・天空都市編（2013年12月7日、イーストプレス、ISBN 4781611117）

## DVD
- さるころの行くぞ!30日間世界一周 インド・パリ編 （2009年9月18日、ジェネオン・ユニバーサル、ASIN: B002IK70XK）
- さるころの行くぞ!30日間世界一周 ストーンヘンジ・ピラミッド編 （2009年9月18日、ジェネオン・ユニバーサル、ASIN: B002IK70XU）
- さるころの行くぞ!30日間世界一周 グランドキャニオン・イースター島編  （2009年9月18日、ジェネオン・ユニバーサル、ASIN: B002IWF26K）